# 徐懷
徐懷（1431年—1493年），字明德，浙江嚴州府建德縣人，明朝政治人物。進士出身。

## 生平
景泰四年（1453年）癸酉科浙江鄉試第六十一名。天順四年（1460年）庚辰科會試第五十二名，殿試登進士第二甲第二十七名。由刑部员外郎陞江西按察司佥事，秩满迁广东按察司副使，守璚州，未行，改湖广。久之，进按察使。未几，陞江西右布政使，转左布政使。明孝宗即位，召为都察院右副都御史，饬畿辅边备兼巡抚两京，以疾乞归，皆不允。俄擢南京刑部右侍郎僉都御史，弘治六年四月二十一日病卒。

## 家族
曾祖徐子旻，贈知府。祖父徐文玉。父徐宗政。